# 克娄巴特拉之门

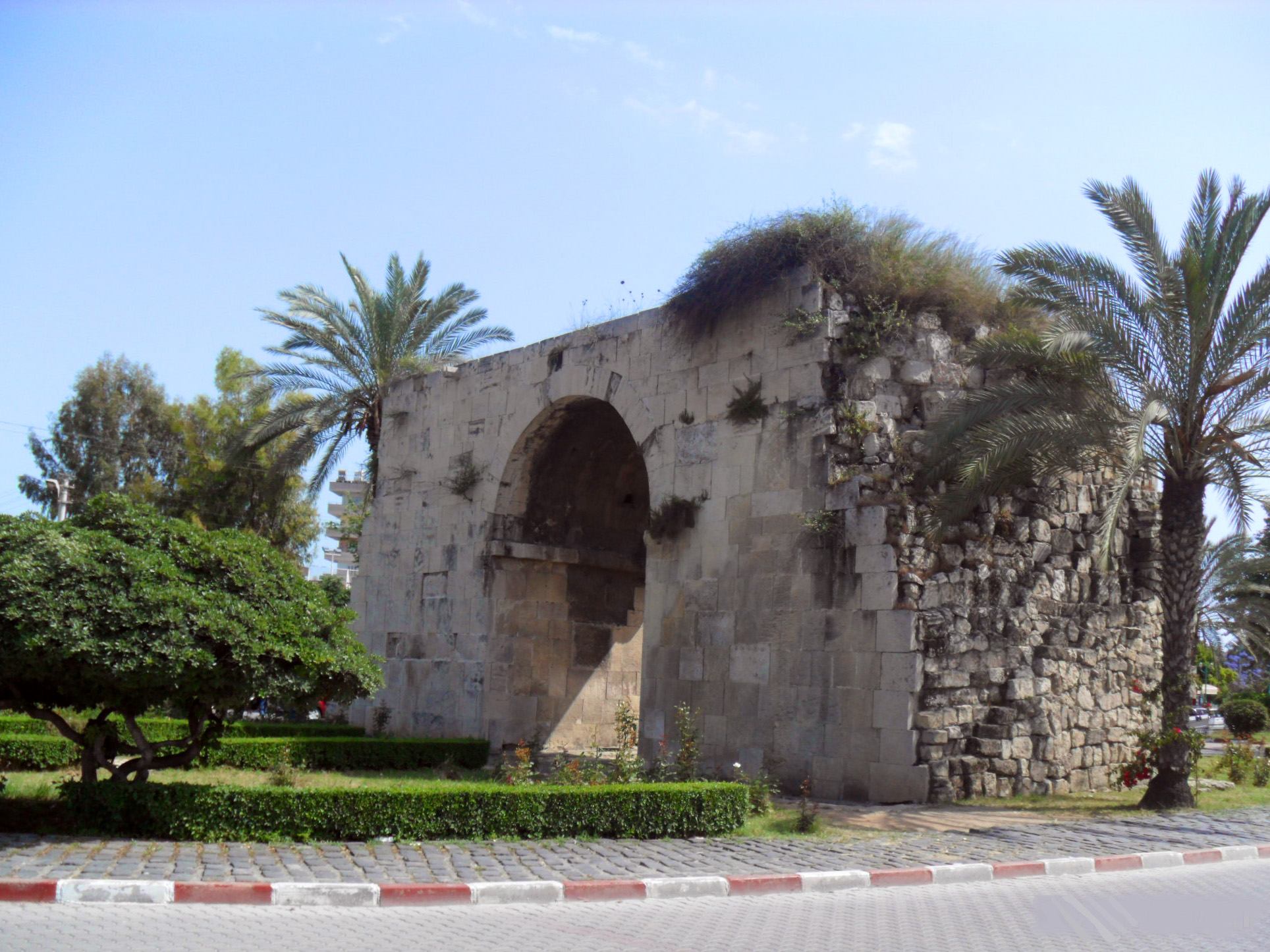
克娄巴特拉之门（Kleopatra Kapısı）

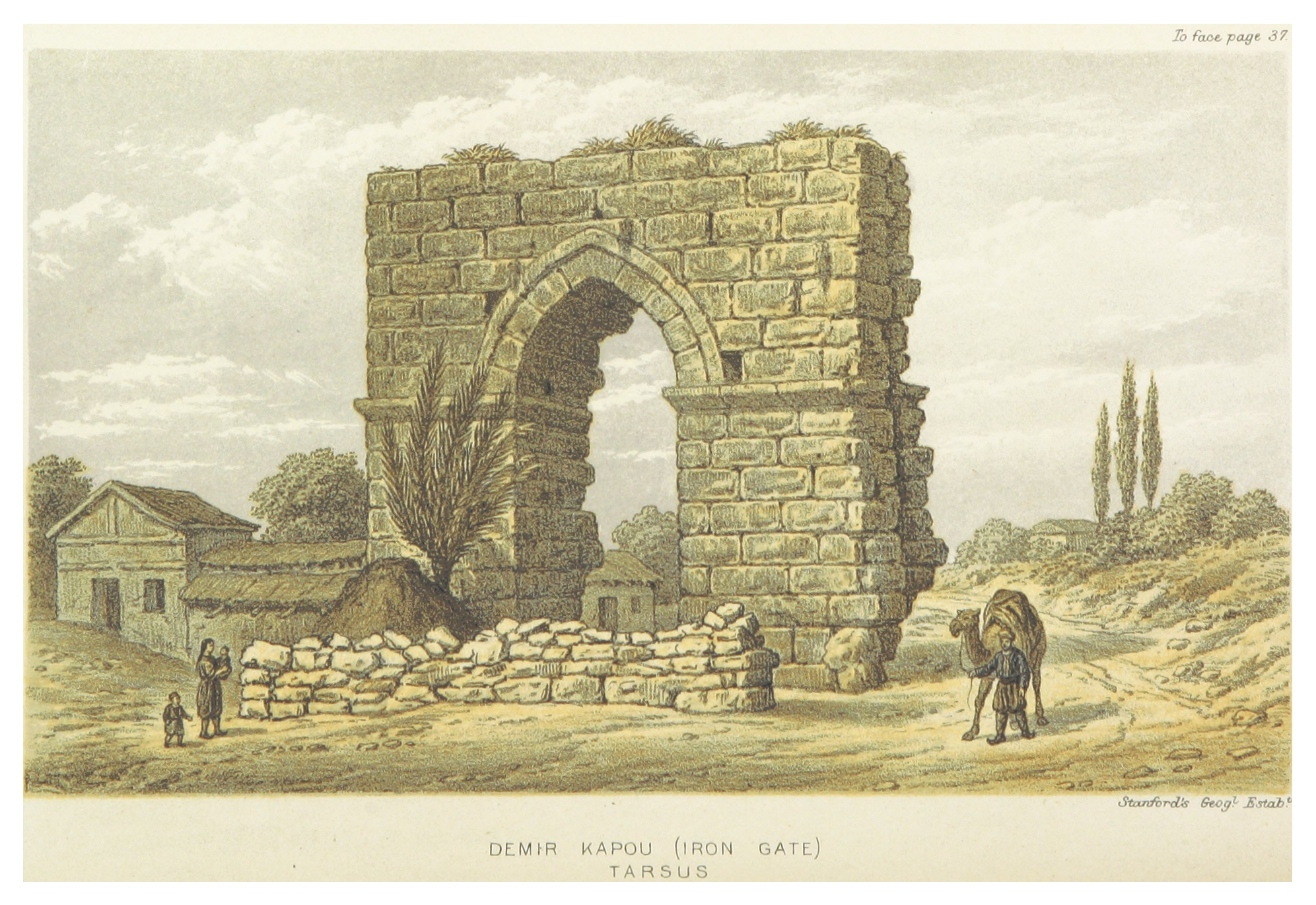
塔尔苏斯古城铁门

克娄巴特拉之门，是土耳其梅尔辛省塔尔苏斯的一个古城门遗址。该城门以埃及（托勒密王朝）女王克娄巴特拉七世命名。

## 历史
塔尔苏斯位于古西利西亚佩迪亚斯地区（现土耳其中南部），在古代和中世纪都是一个重要的城市。它是罗马西利西亚省的首府。公元前41年，马克·安东尼与屋大维交战中，在塔尔苏斯与克娄巴特拉七世结盟。
塔尔苏斯被一对同心防御墙所包围。根据17世纪土耳其旅行家埃夫利亚·切莱比记载，塔尔苏斯有三个门：一个山门通往北部的托罗斯山，一个港口门通往南部的地中海海岸，还有一个阿达纳门通往东部邻近城市阿达纳。1835年，易卜拉欣帕夏在第一次土埃战争后拆除了城墙。只有港口门保存至今。由于贝尔丹河和塞罕河的冲积，目前海岸线在港口门以南15（9.3英里）。
克娄巴特拉通过港口大门链接塔尔苏斯。此后克娄巴特拉大门并无史料记载，但通过建筑石料和水泥分析，考古学家通常认为原大门是在中世纪由拜占庭王朝或阿巴斯王朝重建。在奥斯曼帝国后期，该门俗称坎切克·卡普（Kancık Kapı）。20世纪初开始开始使用克娄巴特拉之门（Cleopatra kapısı）取代此前的名字。
大门外部高为8.53（28.0英尺） ，内部高为6.17（20.2英尺）。通道长度为 6.48（21.3英尺） 。原先大门使用霍洛桑砂浆，随后经过修葺加固，但也导致原貌部分消失。